# Interpolace (text)
Interpolace (lat. inter-polare, vylepšit vkládáním, falšovat) znamená v textové kritice dodatečné vkládání nebo opravování původního textu. Vyskytuje se zejména u důležitých historických textů nebo právních listin s účelem rozšířit nebo změnit jejich smysl. O takových dodatečně změněných místech textu říkáme, že jsou interpolovaná známým nebo častěji neznámým interpolátorem.
Tak se často interpolovaly závěti, darovací listiny nebo kroniky, ale i jiné texty. Např. při sestavování justiniánského zákoníku Corpus iuris civilis zasahovaly do původních klasických textů císařské kompilační komise, moderní právní věda se proto snaží taková místa odhalit a rekonstruovat podobu římského práva v původní podobě. Mezi roky 1925–1965 vyšel seznam takto pozměněných míst v Digestech pod názvem Index interpolationum.